# Podział administracyjny Liberii

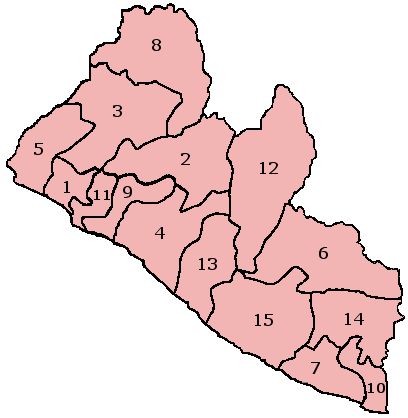
Hrabstwa Liberii

Liberia podzielona jest na 15 hrabstw, z których każde dzieli się na 160 dystryktów, które dzielą się na 9041 klanów i wspólnot (społeczności, communities).

## Hrabstwa
| Lp. | Hrabstwo                  | Stolica      | Populacja (1984) | Populacja (2008) |
| --- | ------------------------- | ------------ | ---------------- | ---------------- |
| 1   | Hrabstwo Bomi             | Tubmanburg   | 66420            | 84119            |
| 2   | Hrabstwo Bong             | Gbarnga      | 255813           | 333481           |
| 3   | Hrabstwo Gbarpolu*        | Bopolu       | -                | 83388            |
| 4   | Hrabstwo Grand Bassa      | Buchanan     | 159648           | 221693           |
| 5   | Hrabstwo Grand Cape Mount | Robertsport  | 79322            | 127076           |
| 6   | Hrabstwo Grand Gedeh      | Zwedru       | 102810           | 125258           |
| 7   | Hrabstwo Grand Kru        | Barclayville | 46791            | 57913            |
| 8   | Hrabstwo Lofa             | Voinjama     | 247 641          | 276 863          |
| 9   | Hrabstwo Margibi          | Kakata       | 97992            | 209923           |
| 10  | Hrabstwo Maryland         | Harper       | 85267            | 135938           |
| 11  | Hrabstwo Montserrado      | Bensonville  | 544878           | 1118241          |
| 12  | Hrabstwo Nimba            | Sanniquellie | 313050           | 462026           |
| 13  | Hrabstwo River Cess       | River Cess   | 37849            | 71509            |
| 14  | Hrabstwo River Gee**      | Fish Town    | -                | 66789            |
| 15  | Hrabstwo Sinoe            | Greenville   | 64147            | 102391           |

*Hrabstwo Gbarpolu zostało wydzielone w 2001 roku hrabstwa z Lofa.

**Hrabstwo River Gee zostało wydzielone w 2000 z hrabstwa Grand Gedeh.

## Dystrykty

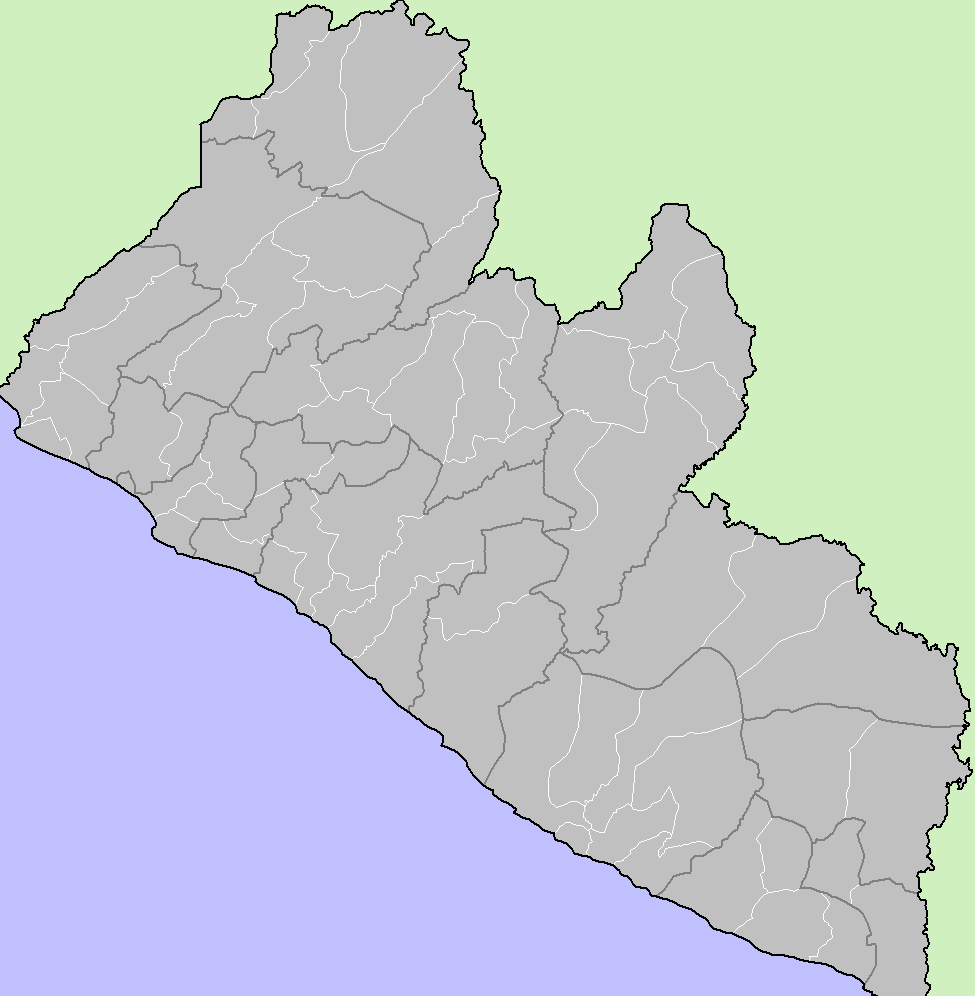
Dystrykty Liberii

- Hrabstwo Bomi
  - Dystrykt Dewoin
  - Dystrykt Klay
  - Dystrykt Mecca
  - Dystrykt Senjeh

- Hrabstwo Bong
  - Dystrykt Fuamah
  - Dystrykt Jorquelleh
  - Dystrykt Kokoyah
  - Dystrykt Panta-Kpa
  - Dystrykt Salala
  - Dystrykt Sanayea
  - Dystrykt Suakoko
  - Dystrykt Zota

- Hrabstwo Gbarpolu
  - Dystrykt Belleh
  - Dystrykt Bopolu
  - Dystrykt Bokomu
  - Dystrykt Kongba
  - Dystrykt Gbarma

- Hrabstwo Grand Bassa
  - Dystrykt #1
  - Dystrykt #2
  - Dystrykt #3
  - Dystrykt #4
  - Dystrykt Owensgrove
  - Dystrykt St. John River

- Hrabstwo Grand Cape Mount
  - Dystrykt Commonwealth
  - Dystrykt Garwula
  - Dystrykt Gola Konneh
  - Dystrykt Porkpa
  - Dystrykt Tewor

- Hrabstwo Grand Gedeh
  - Dystrykt Gbarzon
  - Dystrykt Konobo
  - Dystrykt Tchien

- Hrabstwo Grand Kru
  - Dystrykt Buah
  - Dystrykt Lower Kru Coast
  - Dystrykt Sasstown
  - Dystrykt Upper Kru Coast

- Hrabstwo Lofa
  - Dystrykt Foya
  - Dystrykt Kolahun
  - Dystrykt Salayea
  - Dystrykt Vahun
  - Dystrykt Voinjama
  - Dystrykt Zorzor

- Hrabstwo Margibi
  - Dystrykt Firestone
  - Dystrykt Gibi
  - Dystrykt Kakata
  - Dystrykt Mambah-Kaba

- Hrabstwo Maryland
  - Dystrykt Barrobo
  - Dystrykt Pleebo/Sodeken

- Hrabstwo Montserrado
  - Dystrykt Careysburg
  - Dystrykt Greater Monrovia
  - Dystrykt St. Paul River
  - Dystrykt Todee

- Hrabstwo Nimba
  - Dystrykt Gbehlageh
  - Dystrykt Saclepea
  - Dystrykt Sanniquelleh-Mahn
  - Dystrykt Tappita
  - Dystrykt Yarwein-Mehnsohnneh
  - Dystrykt Zoegeh

- Hrabstwo River Cess
  - Dystrykt Morweh
  - Dystrykt Timbo

- Hrabstwo River Gee
  - Dystrykt Gbeapo
  - Dystrykt Webbo

- Hrabstwo Sinoe
  - Dystrykt Butaw
  - Dystrykt Dugbe River
  - Dystrykt Greenville
  - Dystrykt Jaedae Jaedepo
  - Dystrykt Juarzon
  - Dystrykt Kpayan
  - Dystrykt Pyneston